# C.S.A.: The Confederate States of America
C.S.A: The Confederate States of America è un film del 2004 diretto e sceneggiato da Kevin Willmott.

## Trama
Si tratta di un'ucronia che rappresenta, sotto forma di falso documentario, un Nord America in cui la guerra di secessione è stata vinta dalla confederazione sull'unione, con aggiunta anche di spot pubblicitari e notizie di cronaca coerenti con l'ambientazione ucronica ma di fatto satiriche rispetto al mondo reale.